# Wilhelm Bordollo

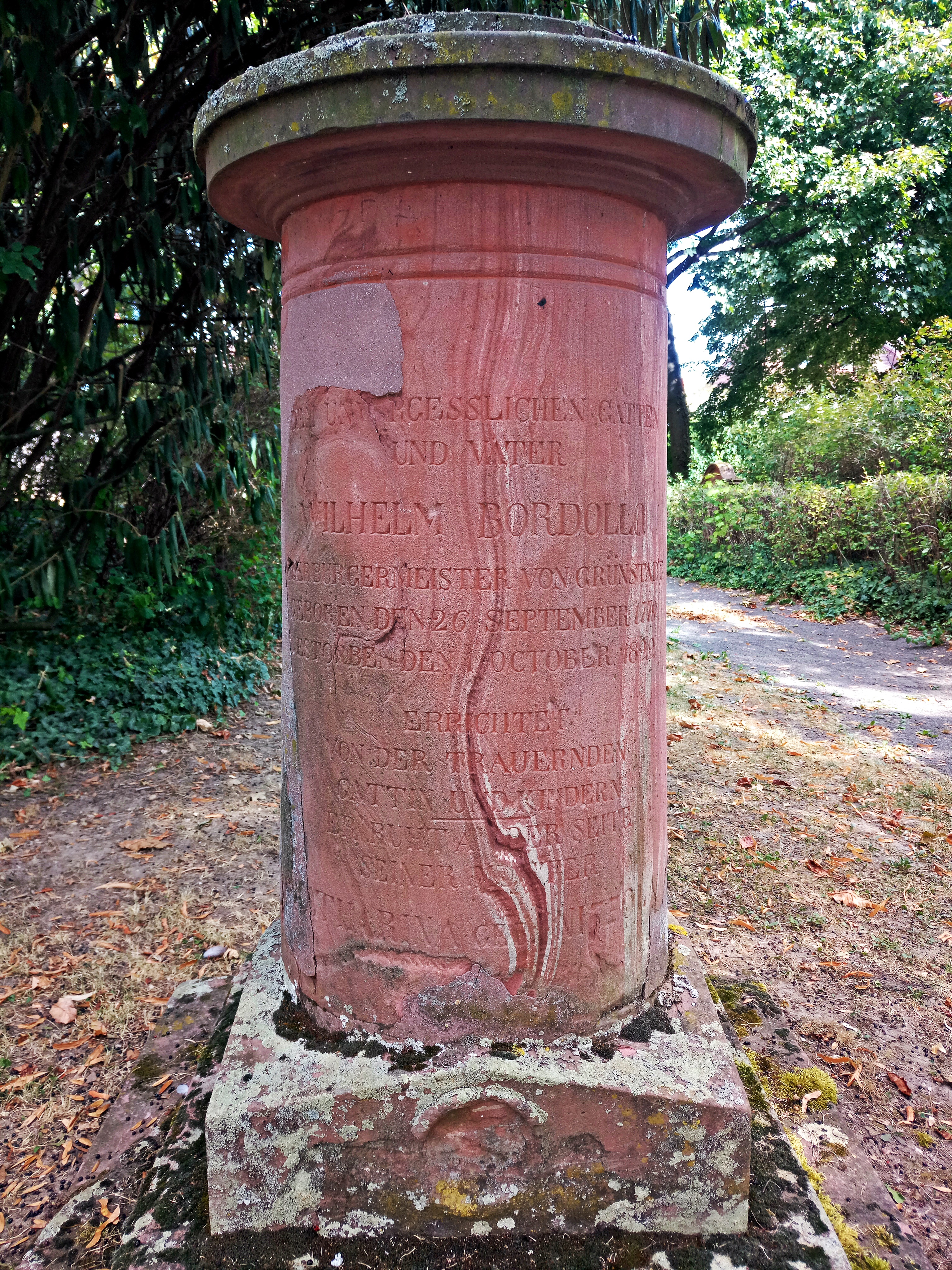
Grabstein Wilhelm Bordollo, Peterspark Grünstadt

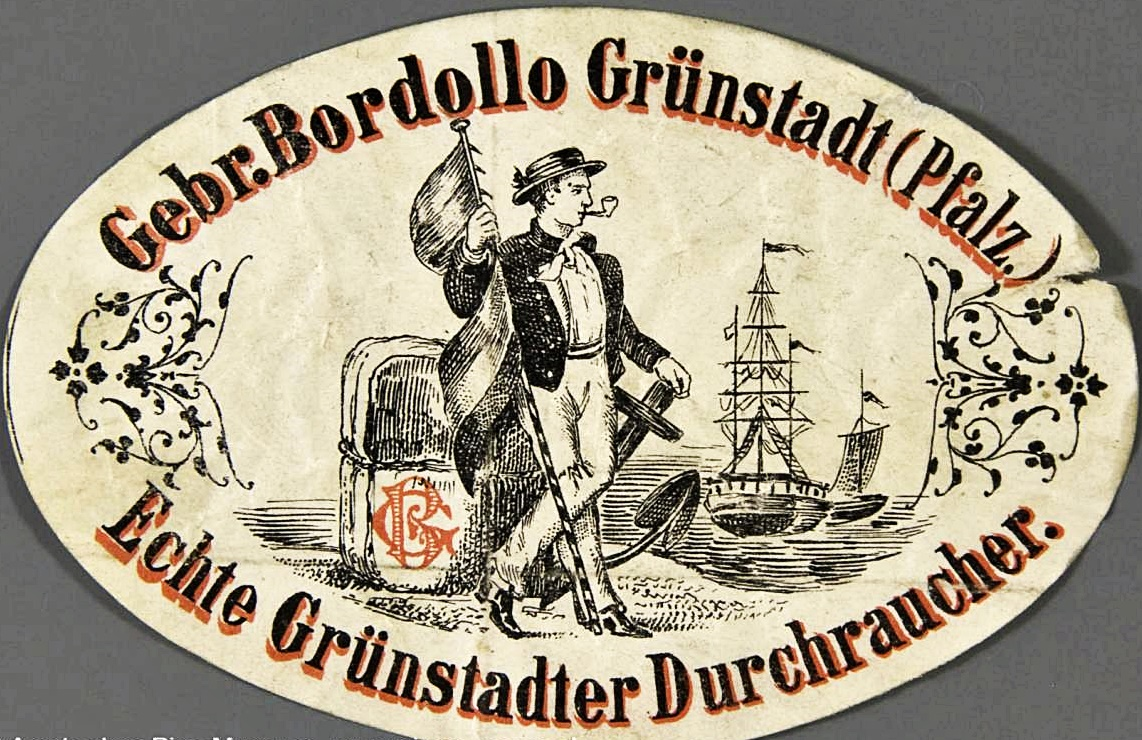
Reklameschild der Steingutfabrik Gebrüder Bordollo

Wilhelm Bordollo (* 26. September 1779 in Grünstadt, Pfalz; † 1. Oktober 1822 ebenda) war ein Unternehmer und Bürgermeister in Grünstadt. Von 1812 bis zu seinem Tode betrieb er die Steingutfabrik Grünstadt.

## Leben und Wirken
Die aus Italien eingewanderte Familie Bordollo wurde mit dem Händler Lorenz Bordollo ab 1720 in Grünstadt ansässig. Er ist  der Ahnherr des Grünstadter Familienzweigs und stammte angeblich aus der Gegend des Comer Sees. Wilhelm Bordollo war das Kind von Joseph Anton Bordollo und seiner Ehefrau Katharina geb. Nizola. Er hatte den älteren Bruder Bernhard Bordollo (1775–1840), ebenfalls Unternehmer und Bürgermeister in Grünstadt.
Wilhelm Bordollo ehelichte 1807 Eva Katharina Franziska Didier (1786–1847) aus Kaiserslautern, Tochter des dortigen Hüttenwerksbesitzers Franz Didier und seiner Frau Elisabeth geb. Jacquemare. Letztere war die Schwester von Anna Margaretha Jacquemare (1767–1833), Witwe von Johann Nepomuk van Recum († 1801), dem Gründer der Steingutfabrik Grünstadt.
Von ihr und ihren Söhnen kauften die Brüder Wilhelm und  Bernhard Bordollo am 3. Mai 1812 die im Schloß Unterhof angesiedelte Grünstadter Steingutfabrik und entwickelten sie zu einem bedeutenden Unternehmen, das erst 1980 aufhörte zu existieren; 1927 schied mit dem Enkel Joseph Anton Bordollo (1852–1935) das letzte Familienmitglied aus der Firma aus.

Wilhelm Bordollo amtierte im zum Französischen Kaiserreich gehörenden Grünstadt von 1806 bis 1814 als Maire. Nach Abzug der Franzosen und 1816 erfolgtem Übergang des Gebietes an das Königreich Bayern war er von 1815 bis 1822 Bürgermeister der Stadt. In der Gemeindechronik heißt es dazu: 

„Er übernahm als junger Mann von 26 Jahren eine von Krieg und Revolution gezeichnete Stadt und führte sie mit Geschick bis zu seinem Tod durch die Zeitläufe.“

In seinem Todesjahr wurde er am 9. Januar, durch Regierungspräsident Joseph von Stichaner, zum Mitglied des Zentralverwaltungsausschusses (Vorstand), des Polytechnischen Vereins für das Königreich Bayern, Bezirksgruppe Rheinpfalz ernannt.
Bordollo starb im Herbst 1822. Sein Bruder Bernhard übernahm die Leitung der gemeinsamen Fabrik und folgte ihm 1825 als Bürgermeister nach.
Das klassizistische Grabmal Wilhelm Bordollos, geschaffen von Bernhard Würschmitt, ist im örtlichen Peterspark (alter Friedhof) erhalten.
Sein Sohn Franz Bordollo (1808–1874) trat später für ihn in die Leitung der Steingutfabrik ein, er amtierte 1841 als Richter am Friedensgericht Grünstadt und wurde im März 1848 Kommandant der im Rahmen der sogenannten Märzforderungen gegründeten Grünstadter Bürgerwehr.